# Revue de Paris
Revue de Paris var en fransk litteraturtidskrift som skapades 1829 av Louis-Désiré Véron. Den lades först ned 1940, återvände i maj 1945 och lades slutligen ned 1970.

## Kända medverkande (urval)
- Marcel Achard
- Antoine-Vincent Arnault
- Honoré de Balzac
- Francis Carco
- Philarète Chasles
- Paul Claudel
- Benjamin Constant
- Charles de Gaulle
- Eugène Delacroix
- Casimir Delavigne
- Alexandre Dumas den äldre
- Gustave Flaubert
- Lucien Herr
- Édouard Herriot
- Jules Janin
- Alphonse de Lamartine
- André Maurois
- Prosper Mérimée
- Charles Nodier
- Henri Patin
- Paul Reynaud
- Sainte-Beuve
- Eugène Scribe
- Eugène Sue